# Древесная порода

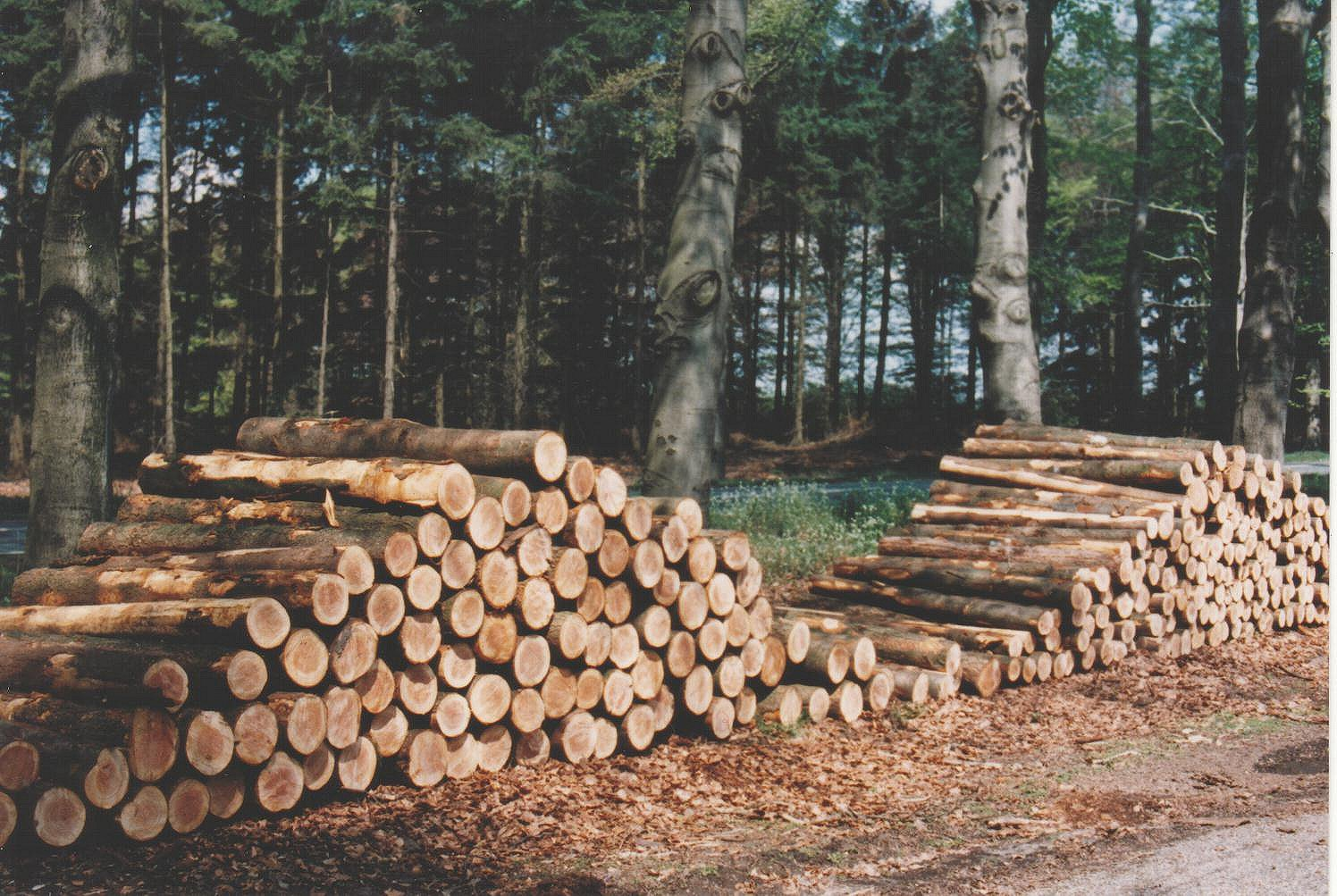

Древе́сная поро́да — род или вид древесного растения. В зависимости от экологических и биологических особенностей развития отдельных видов, относимых к древесным породам, породы  различают на быстрорастущие и медленнорастущие, светолюбивые и теневыносливые, хвойные и лиственные и т. п. В зависимости от хозяйственного значения древесные породы разделяют на лесные, лесомелиоративные, плодовые и декоративные.
- Хвойная порода — виды деревьев, реже кустарников, (большей частью вечнозеленые), с игловидными, линейчатыми или чешуйчатыми листьями — хвоей. К хвойным породам относятся ель, сосна, лиственница, кедр, пихта, образующие хвойные леса.
  - Темнохвойные породы — теневыносливые хвойные породы — пихта, ель, кедр и др, образуют темнохвойные леса.
  - Светлохвойные породы — светолюбивые хвойные породы  — сосна и лиственница, образуют светлохвойные леса.
- Лиственная порода — деревья и кустарники с пластинчатыми листьями, большей частью черешковыми, формируют лиственные леса.
  - Мелколиственная — древесная порода с относительно мелкими листьями, к ней принято относить все виды березы, осину, ольху серую и ольху чёрную, робинию.
  - Широколиственная — древесная порода с относительно широкими листьями, к ней относятся бук, граб, липа, клён, ильм (вяз), ясень.
  - Твердолиственная порода — лиственная древесная порода, характеризующаяся высокой плотностью древесины. К твердолиственным породам принято относить дуб, бук, граб, ясень, клён, грушу, тик, акацию.
  - Мягколиственная порода — лиственная древесная порода, характеризующаяся невысокой плотностью древесины. К мягколиственным породам принято относить осину, ольху, берёзу повислую и берёзу пушистую, липу, тополь, иву.
- Светолюбивые древесные породы — растения, произрастающие на открытых местах и не выносящие длительное затенение.
- Теневыносливые древесные породы — породы деревьев, выносящие некоторое затенение, но хорошо растущие и при полном освещении.

## В лесоводстве
- Главная древесная порода — древесная порода, которая в определенных лесорастительных и экономических условиях наилучшим образом отвечает хозяйственным или экологическим целям.
- Второстепенная древесная порода — древесная порода меньшей хозяйственной или экологической ценности, чем главная древесная порода.
- Нежелательная древесная порода — древесная порода, не отвечающая хозяйственным целям в определенных экономических условиях.
- Преобладающая — древесная порода, составляющая наибольшую часть верхнего яруса древостоя по запасу, а в молодняках первого класса возраста — по количеству деревьев всех образующих древостой пород.
- Лесообразующая — древесная порода, способная в пределах своего ареала образовать основной ярус лесных насаждений, отличающийся устойчивостью и специфическим комплексом сопутствующих растений и животных.